# Roman Dmowski
Roman Stanisław Dmowski (Kamionek kraj Varšave, 9. kolovoza 1864. – Drozdowo, 2. siječnja 1939.), poljski političar i publicist.
Bio je ideolog poljske građanske klase okupljene oko Narodne demokracije te urednik i izdavač stranačkog glasila "Općepoljski pregled". Zalagao se autonomnu Kraljevinu Poljsku. S češkim nacionalistom K. Kramerom 1908. godine organizirao je tzv. neoslavistički pokret propagirajući ideju o solidarnosti slavenskih naroda. 
Kao šef poljske delegacije potpisao je 1919. Versajski mirovni ugovor.

## Djela
- "Nijemci, Rusija i poljsko pitanje",
- "Prevrat",
- "Poljska politika i obnova države".